# Preston Leslie
Preston Hopkins Leslie, född 8 mars 1819 i Wayne County, Kentucky, död 7 februari 1907 i Helena, Montana, var en amerikansk demokratisk politiker. Han var Kentuckys guvernör 1871–1875 och Montanaterritoriets guvernör 1887–1889.
Leslie studerade juridik och inledde 1840 sin karriär som advokat. År 1841 tjänstgjorde han som åklagare i Monroe County. Han var ledamot av Kentuckys representanthus 1844–1850 och ledamot av Kentuckys senat 1851–1855 samt 1867–1871.
Leslie efterträdde 1871 John W. Stevenson som guvernör och efterträddes 1875 av James B. McCreary. Han efterträdde sedan 1887 Samuel Thomas Hauser som Montanaterritoriets guvernör och efterträddes 1889 av Benjamin F. White. Mellan 1894 och 1898 tjänstgjorde han som federal åklagare. Leslie County i Kentucky har fått sitt namn efter Preston Leslie.